# Trude Waehner

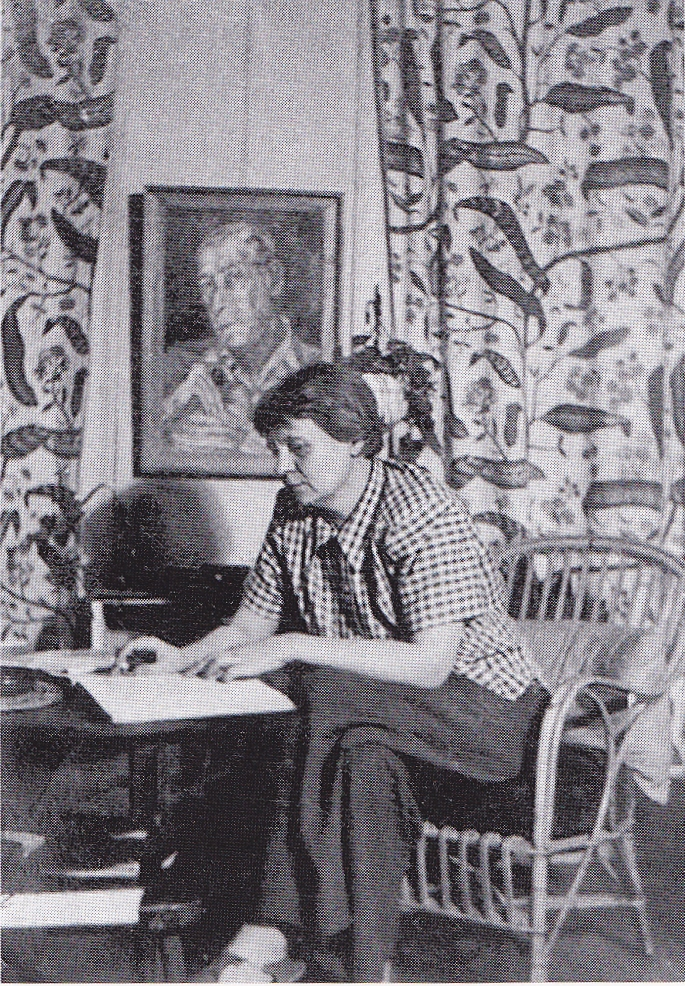
Trude Waehner framför ett porträtt av Josef Frank, som hon målat

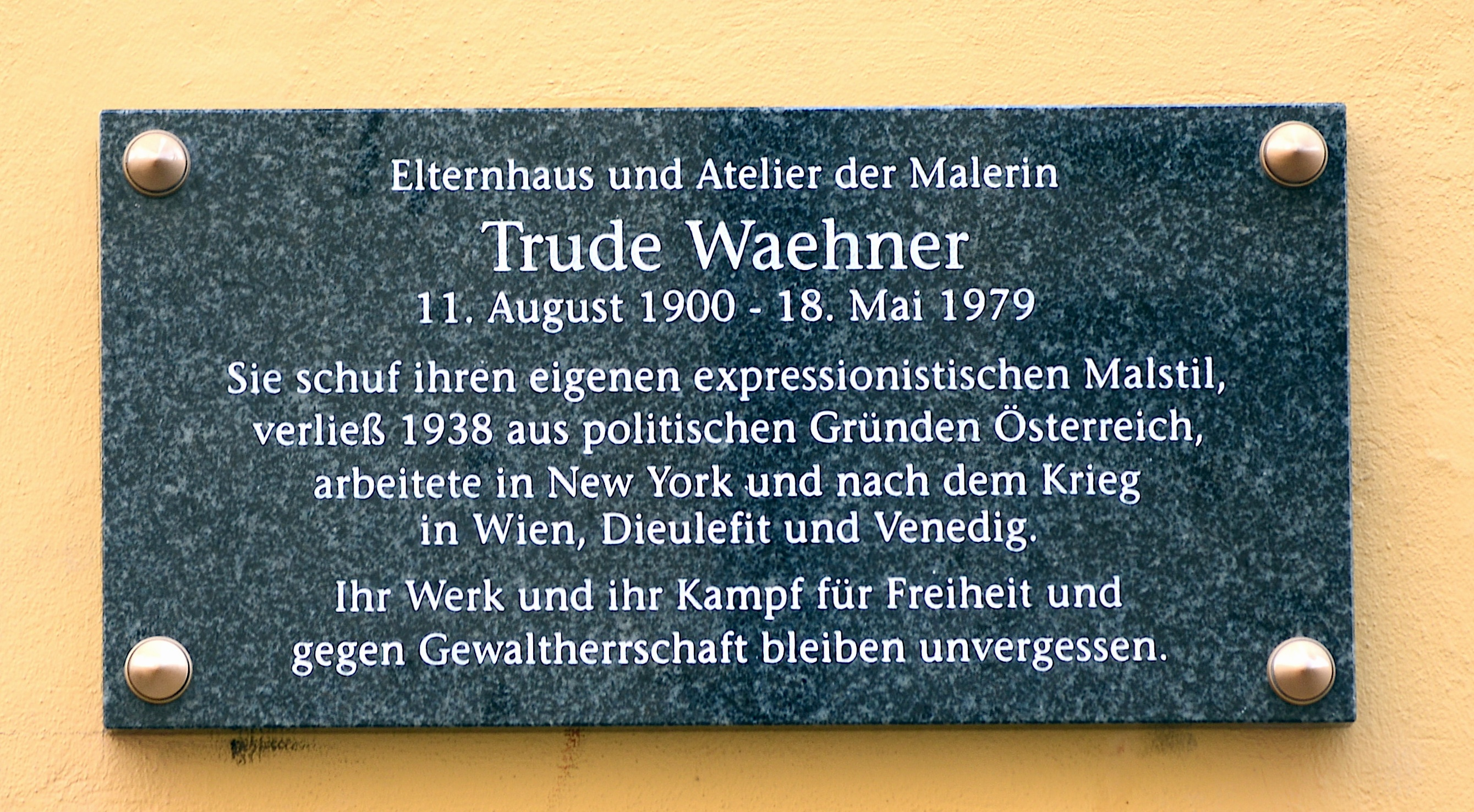
Minnestavla på huset Buchfeldgasse 6 i Wien, där Trude Waehner hade sin ateljé

Trude Waehner (också Gertrude Szekely-Wähner och Gertrude Schmidl-Wähner), född Gertrude Wähner 11 augusti 1900 i Wien, död 18 maj 1979 i Wien, var en österrikisk målare.
Gertrude Wähner var dotter till Theodor Wähner, som vare utgivare av Deutsche Zeitung i Wien. Hon studerade två år på Akademie für Musik i Wien, och därefter på Kunstgewerbeschule i Wien. Hon blev på 1920-talet medlem i konstnärsgruppen Hagenbund.
Från 1928 studerade hon på Bauhaus i Dessau i Tyskland för Paul Klee. År 1932 flyttade hon till Berlin, men måste efter Hitlers maktövertagande 1933 flytta tillbaka till Österrike på grund av kritiska uttalanden om nazismen och att hennes andra man var jude. Efter Anschluss 1938 emigrerade hon via Schweiz, Frankrike och Storbritannien till USA. Hennes ateljé på Buchfeldgase 6 i Josefstadt i Wien övertogs 1938 av den nazistiske författaren Heimito von Doderer och konstnären Albert Paris Gütersloh, vilken de 1948 tvingades återlämna till Waehner. I USA arbetade hon på Sarah Lawrence College i New York och på Moravian Seminary and College for Women i Pennsylvania.  Efter andra världskriget bodde hon i Wien, Dieulefit i Provence och Venedig. 
I Wien hade hon haft Josef Frank som lärare på Kunstgewerbeschule. Hon inspirerade honom senare på 1950-talet att ägna sig åt att måla akvareller. De målade tillsammans under ett antal somrar 1953–63 på hennes ställe i Dieulefit.

## Bildgalleri

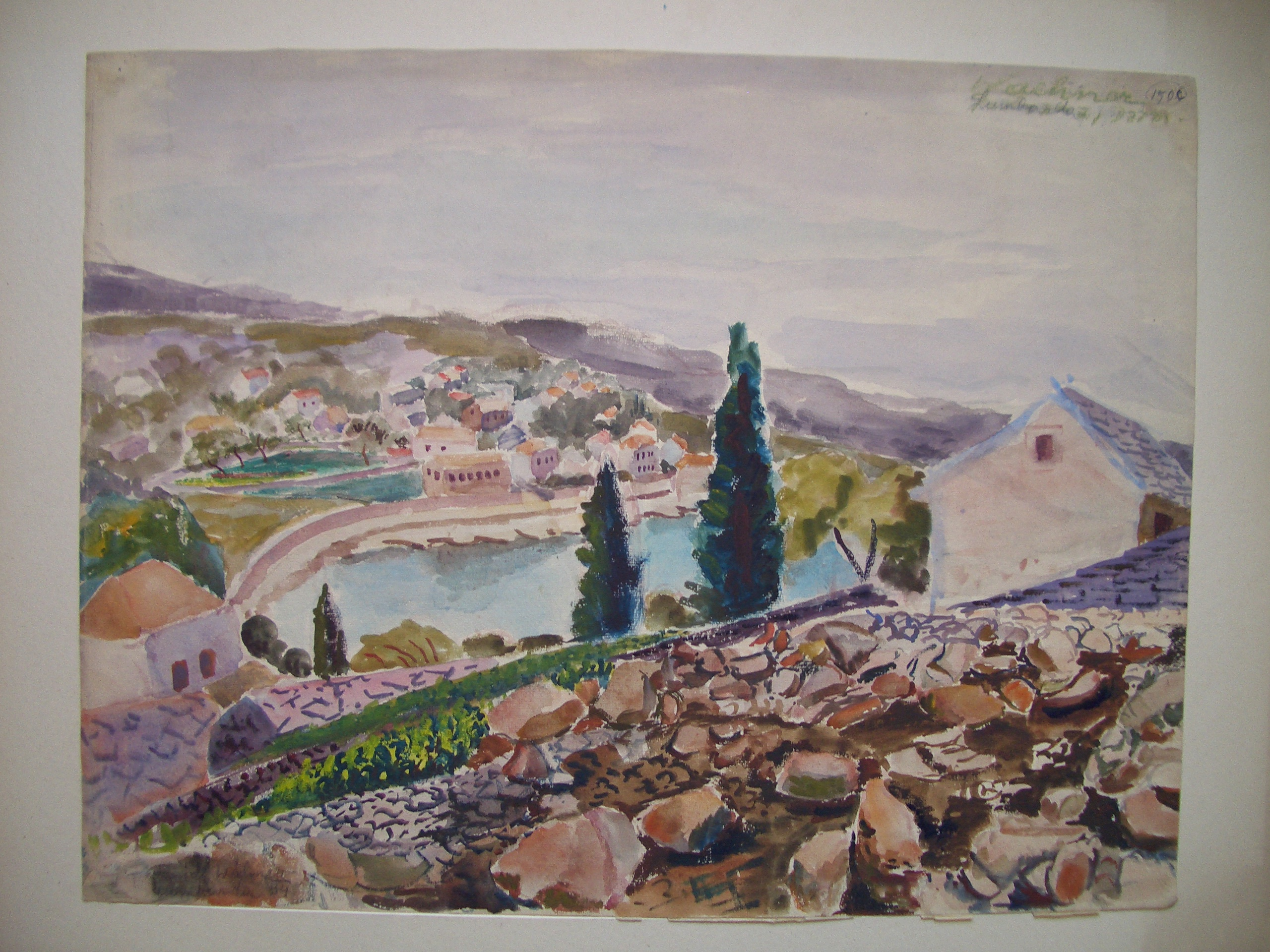
Lumbarda
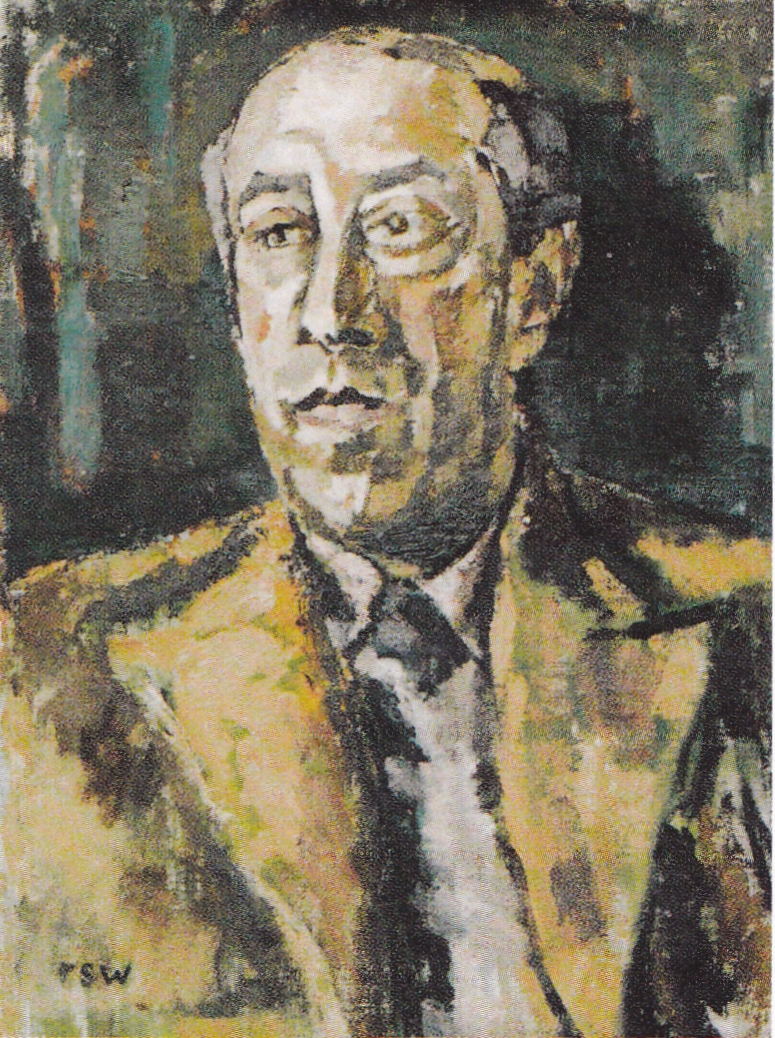
Josef Frank, 1934
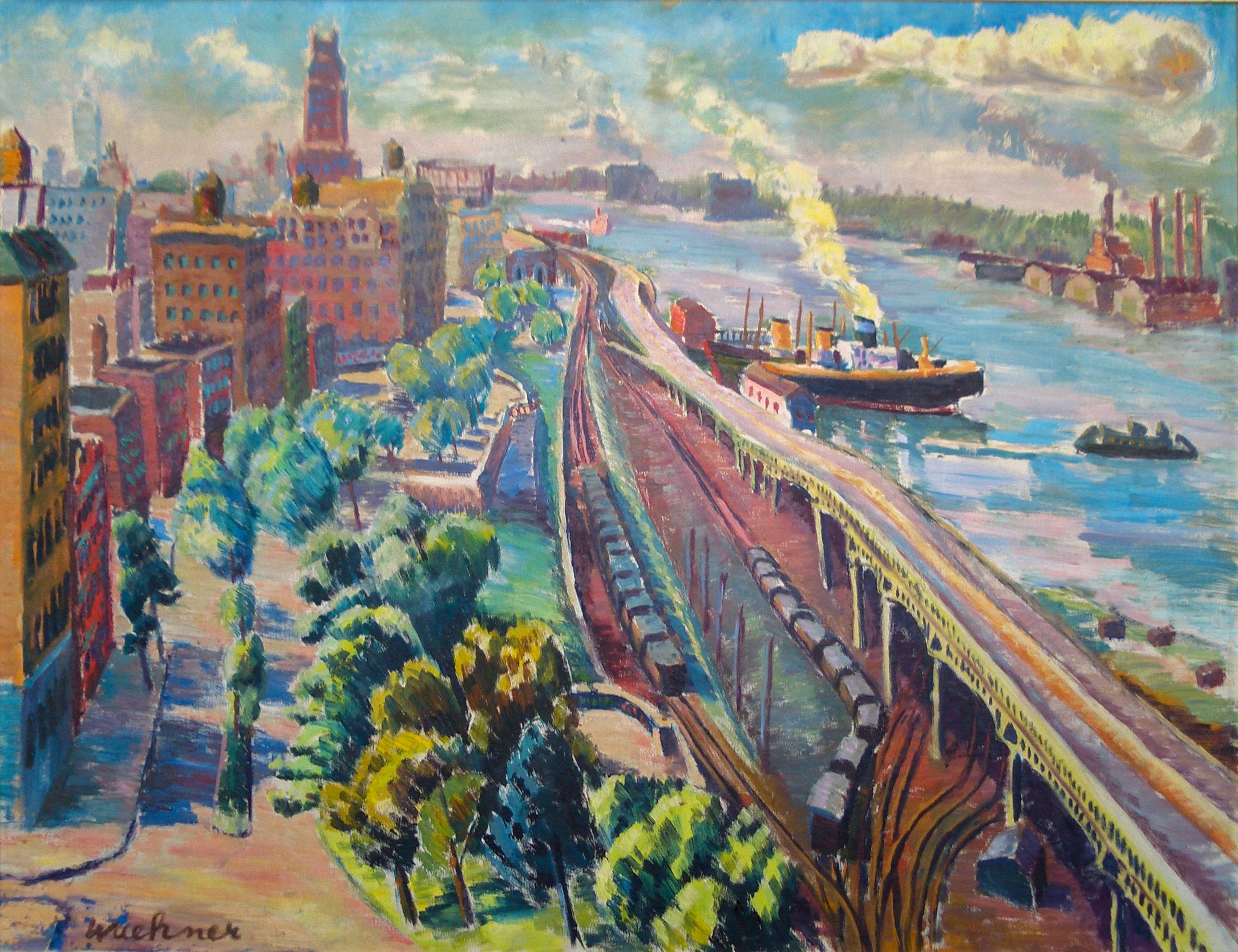
Riverside Drive, New York
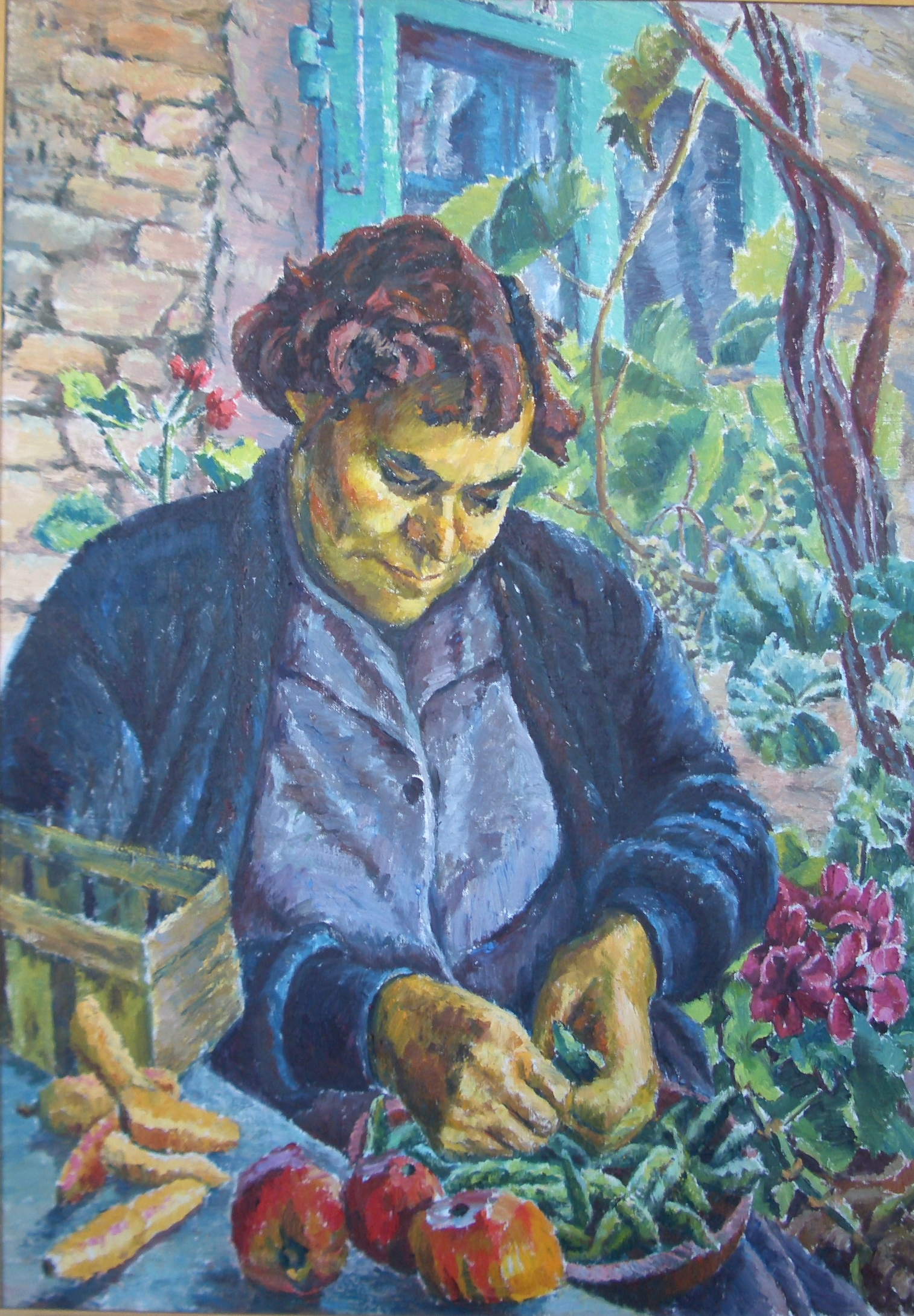
Madame Augier
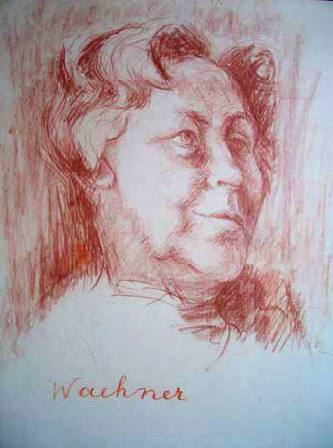
Poldi Kurz
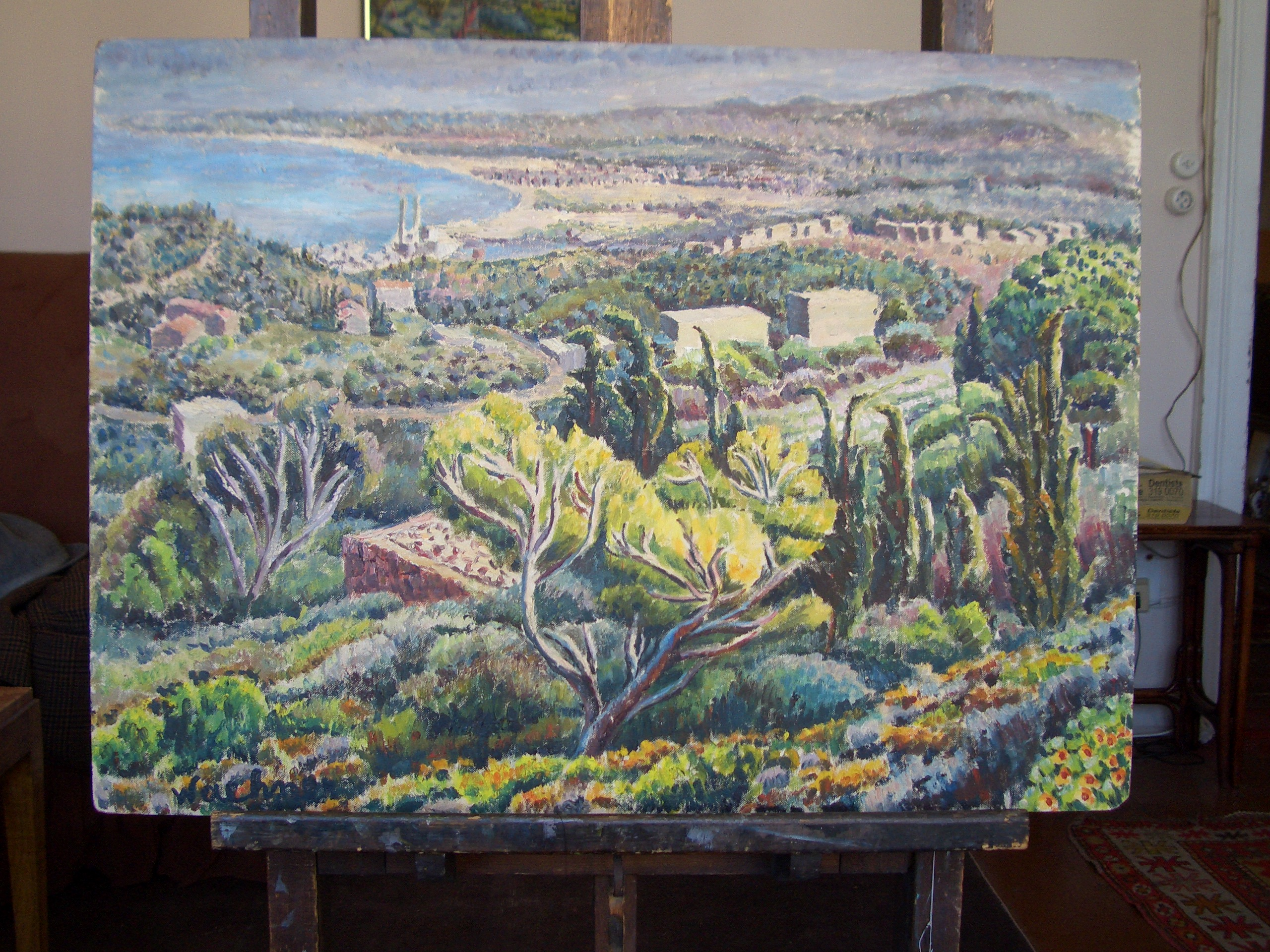
Haifa från Karmelberget
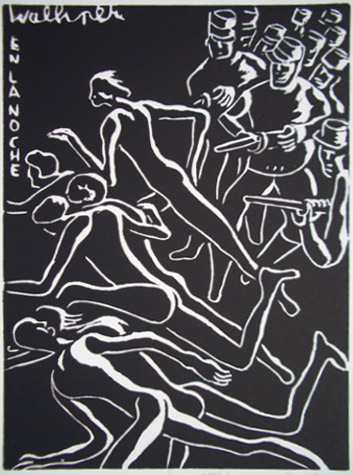
En la noche
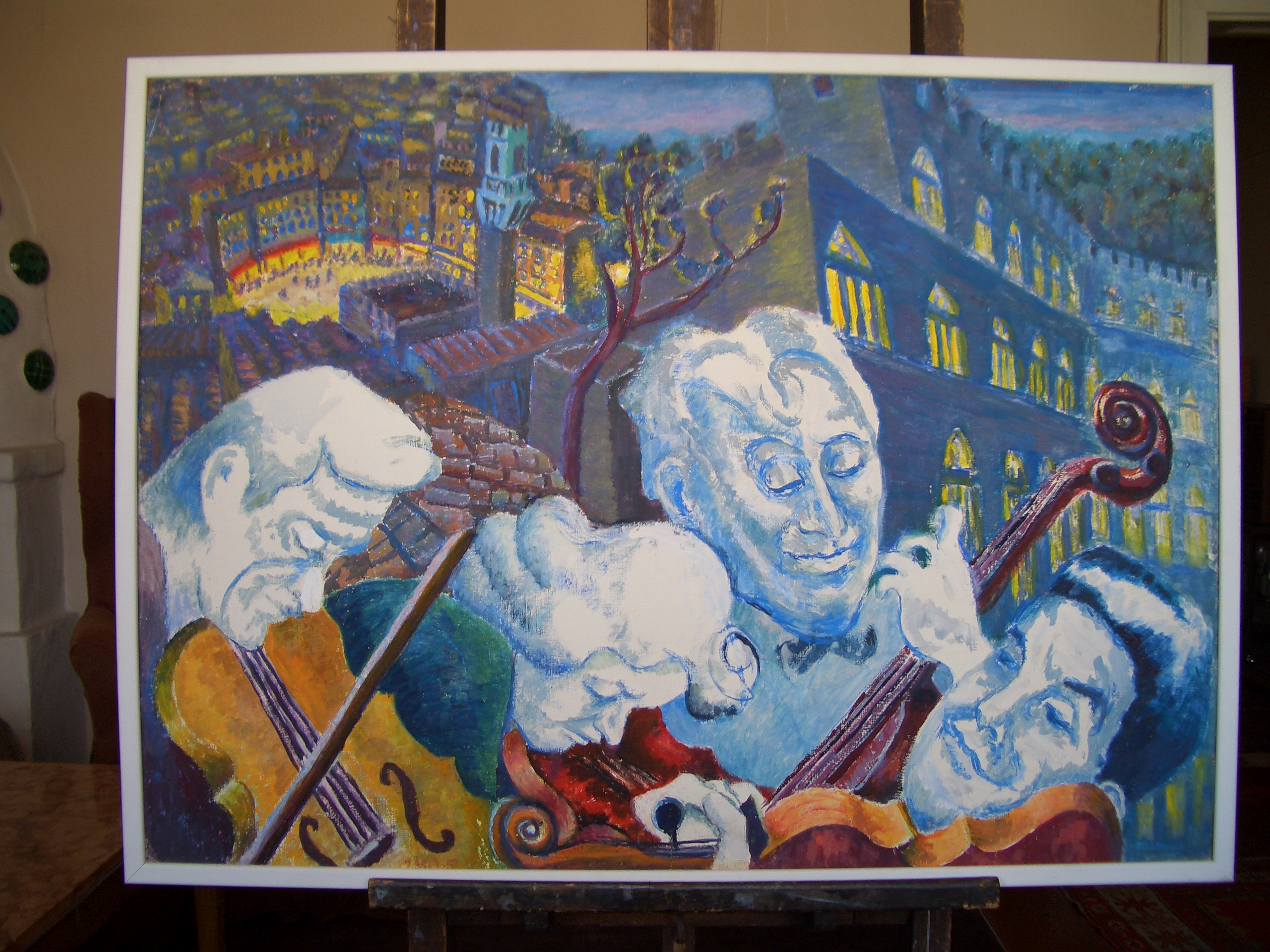
Quartetto Italiano i Siena